# Corriere Canadese
Corriere Canadese est un quotidien canadien de langue italienne fondé par Daniel Iannuzzi en 1954. Il est aujourd'hui propriété de Multimedia Nova Corporation de Toronto et publié par la Société Coopérative Italmedia de Rome. 
Il est surtout distribué à Toronto et à Montréal. Depuis 1995, une édition anglaise nommée Tandem parait à chaque fin de semaine.